# Assemblea Legislativa (França)
L'Assemblea Legislativa Francesa (1 d'octubre de 1791 - 21 de setembre de 1792) va ser creada per la Constitució de 1791, i va succeir a l'Assemblea Nacional Constituent. En decidir aquesta que cap dels seus membres podria ser triat, va quedar formada per homes nous i representava majoritàriament a la burgesia rica, en ser el sufragi censatari.

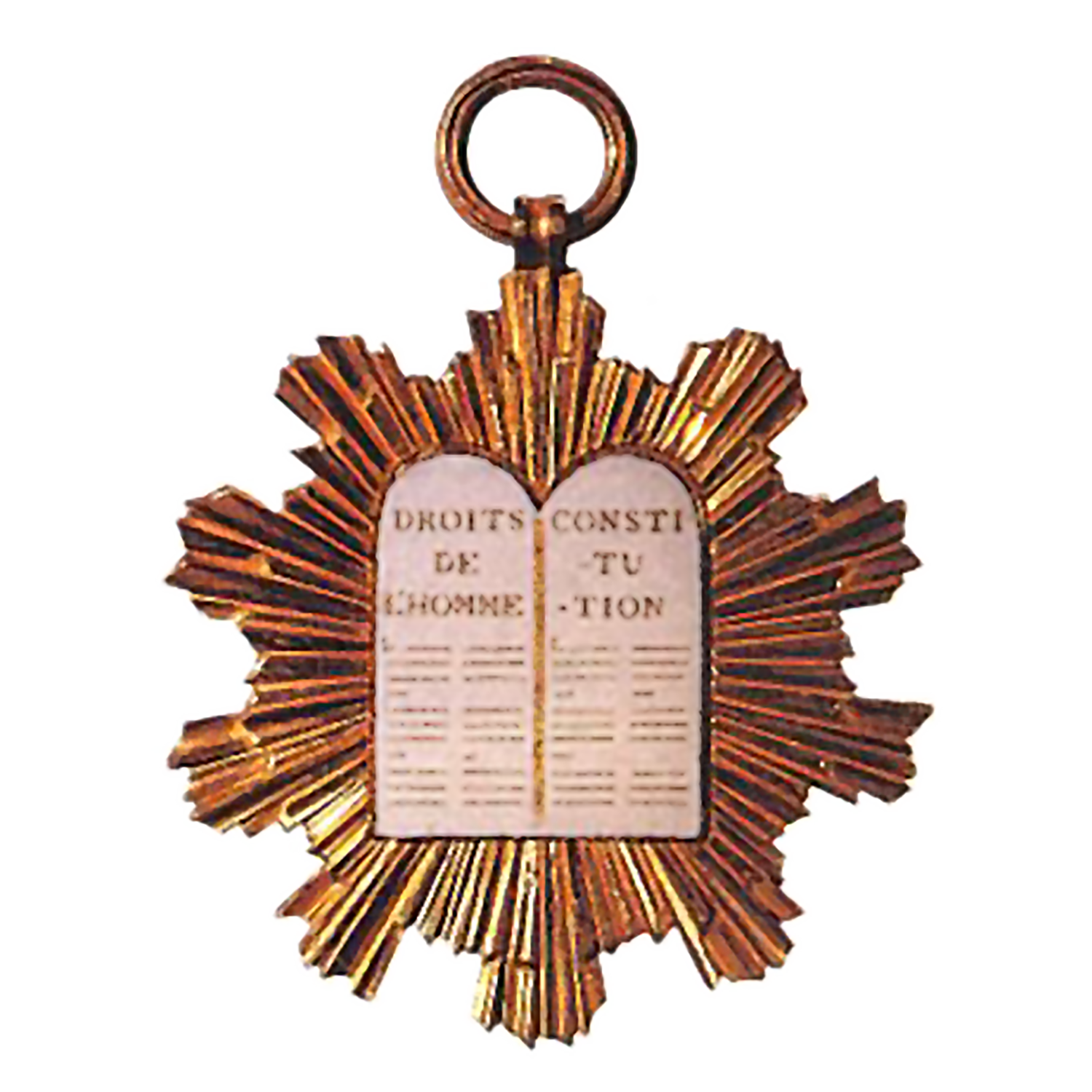
Condecoració de l'Assemblea Legislativa francesa.

Dins l'Assemblea Legislativa hi havia tres grans grups.
- Els més moderats van formar la dreta, al voltant d'uns 260 monàrquics constitucionals inscrits en l'era de l'Assemblea Legislativa. El seu cap era Jacques Pierre Brissot (d'aquí el seu nom de Brissotins, que després va passar a ser Girondins) i estava envoltat de filòsofs com Jean Antoine Nicolas de Caritat, marquès de Condorcet i diversos advocats de Bordeus, especialment el brillant orador Pierre Victurnien Vergniaud.
- L'esquerra, menys nombrosa. 136 diputats que formaven part del Club dels Jacobins o del dels Cordeliers. La major part d'ells provenia de la burgesia culta, i eren seguidors de les idees de les Llums. Desconfiats davant Luis XVI, també eren partidaris d'entaular guerra contra els sobirans europeus per provar a Luis XVI i per estendre la idea de la llibertat a Europa.
- La resta, 345 diputats, formava el centre. Decidits a defensar l'obra de la Revolució van votar generalment amb l'esquerra.

L'Assemblea Legislativa va haver d'enfrontar-se a les dificultats econòmiques i financeres i a l'agitació religiosa i contrarevolucionària esperonada pel clergat refractari.
Les seves principals activitats van ser:
- 8 de novembre de 1791: Es declara als emigrats culpables de conspiració, s'ordena que siguin perseguits com a tals i condemnats a mort si no tornaven abans de l'1 de gener de 1792.
- 20 d'abril de 1792: Declaració de guerra a l'emperador Francesc II. La cort va recolzar aquesta mesura, ja que esperava que els fracassos militars permetessin al rei recuperar el comandament. Aquesta declaració de guerra va ser votada per gairebé unanimitat. Només va tenir set vots en contra (entre ells el de Maximilien de Robespierre) i va iniciar un conflicte que amb diverses pauses va durar 23 anys, fins a la batalla de Waterloo (18 de juny de 1815).
- 26 de maig: deportació dels eclesiàstics que rebutgen sotmetre's a la constitució civil del clergat
- 11 de juliol: Es declara perill per a la Pàtria. A partir d'aquest moment, les sessions de l'Assemblea han de ser permanents, tots els ajuntaments i tots els consells de districte i de departament han de reunir-se sense interrupció, tots els guàrdies nacionals han de mobilitzar-se.
- 10 d'agost: el rei és suspès en les seves funcions, i es convoca una nova assemblea, triada per sufragi universal, que rebrà el nom de Convenció Nacional. Aquesta resolució es va votar després de les jornades revolucionàries de 20 de juny i sobretot de 10 d'agost de 1792